# Останинское сельское поселение
Останинское сельское поселение (укр. Останінське сільське поселення, крымскотат. Ойсул кой юрту, Oysul köy yurtu) — муниципальное образование в Ленинском районе Республики Крым России, на Керченском полуострове, к востоку от райцентра пгт Ленино.
Административный центр — село Останино.

## Население
| 2001  | 2014  | 2015  | 2016  | 2017  | 2018  | 2019  |
| ----- | ----- | ----- | ----- | ----- | ----- | ----- |
| 1723  | ↘1517 | ↘1515 | ↘1493 | ↘1467 | ↘1463 | ↘1451 |
| 2020  | 2021  |       |       |       |       |       |
| ↘1431 | ↘1363 |       |       |       |       |       |

## Состав сельского поселения
| № | Населённый пункт | Тип населённого пункта       | Население |
| - | ---------------- | ---------------------------- | --------- |
| 1 | Останино         | село, административный центр | ↘1327     |
| 2 | Зелёный Яр       | село                         | ↘34       |
| 3 | Песочное         | село                         | ↘156      |

## История
В 1956 году был образован Останинский сельский совет.
Статус и границы Останинского сельского поселения установлены Законом Республики Крым от 5 июня 2014 года № 15-ЗРК «Об установлении границ муниципальных образований и статусе муниципальных образований в Республике Крым».